# Krokstads landskommun
Krokstads landskommun var en tidigare  kommun i dåvarande Göteborgs och Bohus län. 

## Administrativ historik
Den inrättades i Krokstads socken i Sörbygdens härad när 1862 års kommunalförordningar började gälla den 1 januari 1863. Vid kommunreformen 1952 gick den upp i Sörbygdens landskommun. Området tillhör sedan 1974 Munkedals kommun.

## Politik

### Mandatfördelning i Krokstads landskommun 1938-1946
| 2 | 8 | 10 |

| 20 |

| 2 | 9 | 9 |

| 20 |

| 1 | 10 | 3 | 6 |

| 20 |